# Hopp Ferenc Ázsiai Művészeti Múzeum
A Hopp Ferenc Ázsiai Művészeti Múzeum Budapesten, az Andrássy út 103. szám alatt található. A Szépművészeti Múzeum szakmúzeuma, amelynek gyűjtőkörébe a Távol-Kelet művészeti emlékei tartoznak.

## Története

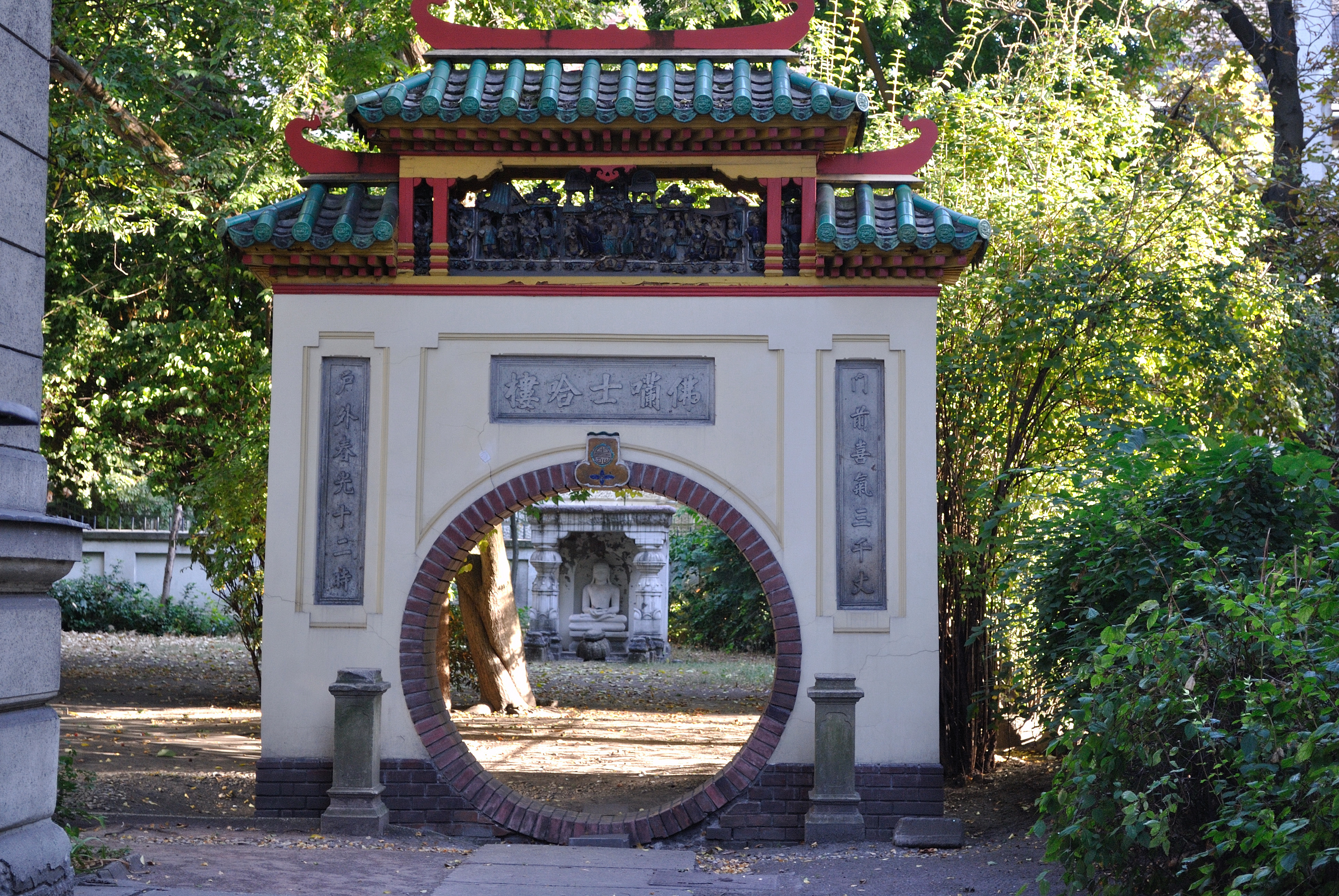
Az udvari kiállítás bejárata

Hopp Ferenc magángyűjteménye volt a gyűjtemény alapja, mely mintegy 4000 tételt számlált. Ezt, akárcsak az Andrássy úti palotáját, 1919-ben, nem sokkal halála előtt adományozta a magyar államnak. A múzeum 1923-ban nyílt meg. Több, már meglévő múzeumi gyűjteményből egészítették ki az állományt, így kerültek tárgyak a múzeumba az Iparművészeti Múzeumból, a Szépművészeti Múzeumból, a Néprajzi Múzeumból és a Magyar Nemzeti Múzeumból is. További magángyűjtemények (pl. Wartha Vince) valamint 1945 után vietnámi, kínai és észak-koreai állami ajándékok is bővítették állományát.
2006-ban már kb. 23 000 műtárgyat tartottak nyilván, különösen jelentősek a japán középkori művészet emlékei és a kínai bronz- és porcelántárgyak. A teljes múzeumi gyűjtemény kínai, japán, indiai, délkelet-ázsiai, nepáli, tibeti, mongol, koreai és közel-keleti tárgyanyagot ölel fel. A szakmúzeum állandó kiállító helye 1955 óta a Ráth György-villa, míg a Hopp Ferenc Múzeumban rendszeresen időszaki kiállításokat rendeznek. Utóbbiak tematikusan válogatva mutatják be feliratokkal, fotókkal és jól összeválogatott tárgyakkal egy-egy keleti ország, nép életét, szokásait, kultúráját.

## Végrendelet
„… a Budapesten VI. kerületi Andrássy út 103. szám alatt lévő villámat … összes tartozékával együtt a Magyar Államnak … hagyományozom oly kikötéssel és feltétellel, hogy az épület gyűjteményem és más állami tulajdonban lévő megfelelő műtárgyak felhasználásával kelet-ázsiai művészeti múzeumnak rendeztessék be, csak erre a célra és egy, a múzeummal kapcsolatos ázsiai tudományos intézet céljaira szolgáljon, és ez a múzeum minden időben az én nevemet viselje.”

– Hopp Ferenc, 1919. június 22.

## Külső hivatkozások
- A Hopp Ferenc Ázsiai Művészeti Múzeum honlapja